# Six Ugly
Six Ugly (estilizado como six Ugly) es un EP de la banda japonesa DIR EN GREY lanzado el 31 de julio de 2002, siendo el mismo día de lanzamiento de su sencillo Child prey. Su portada y envase incluye varias referencias a la cultura popular estadounidense, como los monstruos de Universal y el nombre de la banda que está escrito con el estilo del logo de Coca-Cola, junto con el estilo musical del EP que se parece más al metal occidental contemporáneo que lanzamientos anteriores de la banda.

## Canciones

### six Ugly
| N.º | Título                    | Duración |  |
| 1.  | «Mr.NEWSMAN»              | 3:52     |  |
| 2.  | «Ugly»                    | 4:54     |  |
| 3.  | «HADES»                   | 3:24     |  |
| 4.  | «umbrella»                | 4:06     |  |
| 5.  | «children»                | 4:01     |  |
| 6.  | «秒「」深» (Byou「」Shin) | 5:37     |  |